# Семёнова, Меланья Васильевна
Меланья Васильевна Семёнова (28 декабря 1938 года, Никополь, Днепропетровская область, Украинская ССР, СССР — 5 декабря 2020 года, Приднепровское, Днепропетровская область, Украина) — советский и украинский животновод, свинарка. Герой Социалистического Труда (1971).

## Биография
Родилась 28 декабря 1938 года в Никополе (ныне — город в Днепропетровской области Украины, административный центр Никопольского района) в семье колхозников. 
Окончила среднюю школу, в 1954 году начала работу в колхозе «Аврора» Никопольского района Днепропетровской области в качестве оператора свинооткормочного пункта. За годы работе в колхозе Семёнова достигла высоких показателей, неоднократно становилась победителем районных и областных социалистических соревнований. В 1961 году была награждена орденом «Знак Почёта».
Указом Президиума Верховного Совета СССР от 8 апреля 1971 года «за выдающиеся успехи, достигнутые в развитии сельскохозяйственного производства и выполнении пятилетнего плана продажи государству продуктов земледелия и животноводства» свинарке колхоза «Аврора» Меланье Семёновой было присвоено звание Героя Социалистического Труда.
В 1988 году Семёнова вышла на пенсию, однако продолжала трудовую деятельность до 2005 года.
Жила в селе Приднепровское Никопольского района Днепропетровской области, где и скончалась 5 декабря 2020 года.

## Награды
Семёнова была удостоена ряда государственных наград, среди них:
- Герой Социалистического Труда (Указ Президиума Верховного Совета СССР от 8 апреля 1971 года, орден Ленина № 405813 и медаль «Серп и Молот» № 18104) — «за выдающиеся успехи, достигнутые в развитии сельскохозяйственного производства и выполнении пятилетнего плана продажи государству продуктов земледелия и животноводства»[1];
- орден «Знак Почёта» (22 марта 1961 года)[1];
- медали[1].